# Raphaël Beuchot
 (décembre 2018).
Raphaël Beuchot, né le 8 avril 1980, est un auteur de bande dessinée français .

## Biographie
Ingénieur de formation, Raphaël Beuchot est lauréat du concours Raymond Leblanc qui lui permet de se voir proposer par les éditions du Lombard un scénario de Zidrou, Le Montreur d'histoires, premier album d'une trilogie africaine. Il publie également des strips dans Tsugi et Libération sous le nom de RaphaëlB. , et certains de ses ouvrages sont publiés sous ce pseudonyme, dont son récent Medley, en 2018.

## Œuvres
- Ma vie de zombie, scénario de Sébastien Viozat, Ankama, 2008
- Avec les morts, scénario de Sébastien Viozat, Ankama, 2009
- Trilogie africaine, scénario de Zidrou, Le Lombard
  1.  Le Montreur d'histoires,  2011
  2. Tourne disque,  2014
  3. Un tout petit bout d'elles,  2016
- Backstage, auto-édition, 2016
- L'épreuve du ciel : dragons et fumées, texte de Pascal Brissy, illustrations Raphaël Beuchot, Belin jeunesse, 2017
- Medley, coll. « Pataquès », Éditions Delcourt, 2018
- 1 Liam et la carte d'éternité, Bayard, coll « Bande d'ados », 2022
Scénario : Stéphane Melchior, d'après le roman d'Évelyne Brisou-Pellen - Dessin et couleurs : Raphaël Beuchot - (ISBN 979-1036327001)

## Prix et récompenses
- 2008 : Prix Raymond Leblanc, avec Stéphane Melchior-Durand, pour Supermagic Girl[2] ;
- 2012 : Prix BD One shot, premier prix d'Eurespace, avec Zidrou pour Le Montreur d'histoires[3]
- 2012 : Prix écureuil découverte en partenariat avec la Caisse d'Épargne pour  Le Montreur d'histoires[4].
- 2015 : Prix Espoir du 9e art de Versailles pour Tourne-disque[5]